# Coeficiente de difusão
Na física, o coeficiente de difusão ou difusividade de massa é um valor que representa a facilidade com que cada soluto em particular se move em um solvente determinado. É uma proporcionalidade constante entre o fluxo molar devido a difusão molecular e o gradiente na concentração de espécies (ou pela força condutora para a difusão). A difusividade é encontrada na lei de Fick e numerosas outras equações da físico-química, relacionadas com a difusão de matéria ou energia
É geralmente adequada para um dado par de espécies químicas. Para um sistema multicomponente, é recomendável para cada par de espécies no sistema.
Depende de três fatores:
- Tamanho e forma do soluto
- Viscosidade do solvente
- Temperatura

Quanto maior a difusividade (de uma substância em relação à outra), mais rápido elas difundem-se uma na outra.
Este coeficiente tem unidades no SI de m²/s (comprimento²/tempo).

## Dependência da temperatura do coeficiente de difusão
Tipicamente, o coeficiente de difusão de um composto é aproximadamente 10.000 vezes maior no ar que em água. Dióxido de carbono, por exemplo, no ar tem um coeficiente de difusão de 16 mm²/s, e em água seu coeficiente é 0,0016 mm²/s.
O coeficiente de difusão em sólidos a diferentes temperaturas é frequentemente encontrado e bem predito pela equação
{\displaystyle D=D_{0}\,{\mathrm {e} }^{-{\frac {E_{\mathrm {A} }}{RT}}},}
onde
- {\displaystyle \,D} é o coeficiente de difusão
- {\displaystyle \,D_{0}} é o coeficiente de difusão máximo (a temperatura infinita)
- {\displaystyle \,E_{A}} é a energia de ativação para difusão em dimensões de [energia (quantidade de substância)−1]
- {\displaystyle \,T} é a temperatura em unidades de [temperatura absoluta] (kelvins ou graus Rankine)
- {\displaystyle \,R} é a constante dos gases em dimensões de [energia temperatura−1 (quantidade de substância)−1]

Uma equação desta forma é conhecida como a equação de Arrhenius.
Uma dependência aproximada do coeficiente de difusão da temperatura em líquidos pode frequentemente ser encontrado usando a equação de Stokes-Einstein, a qual prevê que:
{\displaystyle {\frac {D_{T1}}{D_{T2}}}={\frac {T_{1}}{T_{2}}}{\frac {\mu _{T2}}{\mu _{T1}}}}
onde:
T1 e T2 denota temperaturas 1 e 2, respectivamente
D é o coeficiente de difusão (cm²/s)
T é a temperatura absoluta (K),
μ é a viscosidade dinâmica do solvente (Pa·s)
A dependência do coeficiente de difusão da temperatura para gases pode ser expressa usando-se a teoria de Chapman-Enskog (predições precisas na média em aproximadamentre 8%):
{\displaystyle D={\frac {1.86\cdot 10^{-3}T^{3/2}{\sqrt {1/M_{1}+1/M_{2}}}}{p\sigma _{12}^{2}\Omega }}}
onde:
- 1 e 2 indexas os dois tipos de moléculas presentes na mistura gasosa
- T – temperatura (K)
- M – massa molar (g/mol)
- p – pressão (atm)
- {\displaystyle \sigma _{12}={\frac {1}{2}}(\sigma _{1}+\sigma _{2})} – o diâmetro médio de colisão (os valores são tabulados[3]) (Å)
- Ω – um integral de colisão dependente da temperatua (os valores são tabulados[3] mas usualmente de ordem 1) (adimensional).
- D – coeficiente de difusão (o qual é expresso em cm2/s quando as outras magnitudes são expressas nas unidades dadas acima[2]).

## Dependência da pressão do coeficiente de difusão
Para autodifusão em gases a duas pressões diferentes (mas a mesma temperatura), a seguinte equação empírica tem sido sugerida:
{\displaystyle {\frac {D_{P1}}{D_{P2}}}={\frac {\rho _{P2}}{\rho _{P1}}}}
onde:
P1 e P2 denotam pressões 1 e 2, respectivamente
D é o coeficiente de difusão (m²/s)
ρ é a densidade mássica do gás (kg/m3)

## Difusividade efetiva em meio poroso
O coeficiente de difusão efetiva descreve a difusão através dos espaços dos poros de um meio poroso. Ele é macroscópico na natureza, porque não são poros individuais mas o espaço poroso inteiro que necessita ser considerado. O coeficiente de difusão efetiva para transporte através dos poros, De, é estimado como segue:
{\displaystyle D_{e}={\frac {D\varepsilon _{t}\delta }{\tau }}}
onde:
- D - coeficiente de difusão em gas ou líquido preenchendo os poros (m2s−1)
- εt - porosidade disponível para o transporte (adimensional)
- δ - constrictividade (adimensional)
- τ - tortuosidade (adimensional)

A porosidade disponível para o transporte é igual à porosidade total menos os poros que, devido ao seu tamanho, não são acessíveis às partículas de difusão, e menos becos sem saída e poros cegos (i.e., poros sem estar conectado com o resto do sistema de poros).
A constrictividade descreve o abrandamento da difusão por aumento da viscosidade em poros estreitos como resultado de uma maior proximidade com a parede de poros médios. É uma função do diâmetro dos poros e o tamanho das partículas em difusão.